# Stanko Karaman
Stanko Luka Karaman (8 december 1889 – 17 mei 1959) was een Joegoslavische (Bosnisch-Servisch) bioloog. Hij deed onderzoek aan amphipoden en isopoda. In 1926 richtte hij het Museum van Zuid-Servië op (later - Macedonisch Natuurhistorisch Museum) in Skopje en in 1928, de Zoölogische Tuin van Skopje.
Verschillende soorten zijn naar Karaman vernoemd, zoals Gammarus stankokaramani G. Karaman, 1976 (Gammaridae), Delamarella karamani Petkovski, 1957 (Harpacticoida), Stygophalangium karamani Oudemans, 1933 (Arachnida) en Macedonethes stankoi I. Karaman, 2003 (Isopoda).
Ander taxa genaamd karamani zijn vernoemd naar zijn zoon Gordan S. Karaman, die gespecialiseerd in kreeftachtigen was.

## Publicaties
- Pisces Macedoniae, Split 1924 pp. 90
- Komarci Dalmacije i njihovo suzbijanje.- Glasnik Ministarstva narodnog zdravlja, Institut za proucavanje i suzbijanje malarije Trogir, Split, 1925, pp. 1–40.